# Lygodium
Lygodium é um  género de pteridófitas da família monotípica Lygodiaceae da ordem das Schizaeales. Este género agrupa cerca de 25 espécies, com distribuição pantropical, mas com centro de diversidade no Paleotropis. Na sua corrente circunscrição taxonómica o género é monofilético, agrupando espécies com crescimento escandente com caule subterrâneo (rizoma) de onde nascem longas folhas compostas, com ráquis volúvel que se enrola em torno de troncos e ramos de árvores, que podem atingir até 30 metros de altura. As folhas que sobem do rizoma e se enrolam sobre os suportes não têm os nós e botões que caracterizam os caules das trepadeiras.

## Descrição
As espécies que integram o género Lygodium apresentam as características típicas das Pteridophyta, com rizoma postrado, esbelto e protostélico, recoberto de pelos.
As folhas são de crescimento indeterminado, trepadoras, pinadas, com folíolos (pinas) alternados, os primários divididos pseudodicotómicamente ("falsamente divididos em pares"), deixando a gema apical em dormição na axila. Nervuras livres ou anastomosadas.
Os soros ocorrem em lóbulos dos segmentos terminais. Os esporângios são abaxiais, solitários, um por cada soro. Cada esporângio está recoberto por uma excrescência da folha que se assemelha a um indúsio. Apresenta 128-256 esporos por esporângio. Os esporos são tetraédricos, com marca trilete.
Os gametófitos são verdes, cordados, superficiais.
O número cromossómico é x = 29 ou x = 30.

## Taxonomia
A clasificação mais actualizada é a constante do Christenhusz et al. (2011), que por sua vez é baseado no sistema de Smith et al. (2006), o qual também fornece uma sequência linear das licófitas e monilófitas.
Nessa classificação a família Lygodiaceae M.Roem. in Handb. Allg. Bot. 3: 520 (1840) constitui a Família 13, com apenas o Lygodium.. Esse género, por sua vez, inclui as seguintes espécies:
- Lygodium articulatum –
- Lygodium circinatum –
- Lygodium conforme –
- Lygodium cubense –
- Lygodium digitatum –
- Lygodium flexuosum (L.) Sw. - conhecida por «nito» ou «nitongputi» nas Filipinas.[7]
- Lygodium japonicum –
- Lygodium microphyllum (Cav.) R. Br.
- Lygodium microstachyum –
- Lygodium palmatum (Bernh.) Swartz
- Lygodium polystachyum –
- Lygodium reticulatum –
- Lygodium salicifolium –.
- Lygodium subareolatum –
- Lygodium trifurcatum –
- Lygodium venustum
- Lygodium volubile –
- Lygodium versteeghii –.
- Lygodium yunnanense –